# وليد حسن (دبلوماسي)
وليد إسماعيل عبد الفتاح العريدي ويُعرف وليد حسن (وُلد في 15 يوليو 1960 في حوسان) دبلوماسي فلسطيني، يشغل منذ تقديمه أوراق اعتماده في 5 سبتمبر 2017 منصب سفير دولة فلسطين لدى زامبيا. وممثل دولة فلسطين لدى منظمة السوق المشتركة لشرق وجنوب أفريقيا منذ 26 أبريل 2018. شغل سابقًا سفير دولة فلسطين لدى كازاخستان في عام 2006، وسفير دولة فلسطين لدى قبرص في عام 2010.